# Blue Submarine N°6
Blue Submarine no 6 (青の6号, Ao no Roku-go) est un manga de Satoru Ozawa. Il a été adapté en quatre OAV par le studio Gonzo entre octobre 1998 et mars 2000.

## Présentation
L'anime est sorti aux États-Unis le 4 avril 2000. Il utilise une approche combinant images de synthèse et animation traditionnelle. Il est alors un pionnier de cette technique.
Il est diffusé aux États-Unis dans le programme Toonami sur la chaîne Cartoon Network le 6 novembre 2000. L'ambiance jazzy est assurée par le groupe de rock The Thrill.
Quand le film est diffusé en Grande-Bretagne sur une chaine du réseau CNX, une publicité promouvant le film joue « F.E.A.R. » de Ian Brown en arrière-plan.

## Résumé
L'histoire débute dans un futur proche tandis que le niveau des océans a augmenté et submergé la plupart des terres. Avec les efforts d'un scientifique arrogant, Zorndyke, la crue a tué des milliards de personnes ; les quelques villes restantes sont détruites ou attaquées par une armée d'hybrides créés par Zorndyke. Les humains restants commencent une guerre contre les forces maritimes de Zorndyke pour leur propre survie. Le meilleur espoir de l'humanité pour résoudre ce conflit réside dans sa force sous-marine, parmi lesquels le Blue Submarine no 6.
De son côté, Zorndyke souhaite terminer ce conflit à la faveur de ses enfants hybrides en provoquant un bouleversement polaire grâce à une énergie géothermale au Pôle Sud.

## Personnages
Les personnages ont été dessinés par Osamu Kobayashi puis mis en animation par Toshiharu Murata.

### Flotte «Blue»

#### Équipage du «Blueno6»
Akihiro Ookawa (大川 明周, Ookawa Akihiro)
Doublage : Kazunari Tanaka (VO)
Responsable des armes, âgé de 19 ans, né à Kyoto au Japon. Doté d'un sens aigu de la justice, il est persuadé que la jeune génération doit venir au secours d'une société en train de s'écrouler. C'est pour cela qu'il se fait remarquer par ses actions et son discours agressifs et conservateurs. Il n'a pas de bonnes relations avec Yun. Il admire la littérature de Mishima.
Alexander David Cekeros (アレッサンドロ・ダビッド・シケイロス, Aressandoro Dabido Shikeirosu)
Doublage : Houchu Ohtsuka (VO)
Timonier, âgé de 25, né en Italie. Il est réprimandé par son commandant durant son service dans la marine italienne pour sa conduite cavalière avec les femmes. Il est donc envoyé à l'école militaire internationale de la marine où il est expulsé. Bien qu'Italien, il déteste les pâtes et lui préfère la cuisine Tsuji san. Il garde une personnalité enjouée et est souvent vu en train de tourner autour de Freeda.
Freeda Verasko (フリーダ・ベラスコ, Furīda Berasuko)
Doublage : Yoko Soumi (VO)
Timonière, âgée de 27 ans, née au Mexique. Freeda a grandi dans une famille aux traditions militaires : son père était officier dans la marine mexicaine. Elle est mariée et a un enfant de 3 ans, mais ils se sont séparés durant la guerre contre Zorndyke. Elle aime et apprécie la beauté en botanique (surtout les roses) et en peinture.
Hugh Walde Cornwell (ヒュー・W・コンウェル, Hyū W Konueru)
Doublage : Ikuo Nishikawa (VO)
Ingénieur en chef, âgé de 58 ans, né en Écosse. Il fait ses études en Allemagne où il participe aux recherches sur le système AIP. Après son retour dans son pays, il travaille en tant que maître-assistant à l'université de Cambridge. À la suite de la révolte de Zorndyke, il s'engage dans le blue submarine no 6 en tant qu'expert du système AIP.
Jean Jack Barnel (ジァン・ジァック・バーネル, Jyan Jyakku Baaneru)
Doublage : Jurota Kosugi (VO)
Responsable du contrôle des ballastes, âgé de 27 ans, né en France. Il est obsédé par les machines et leur fonctionnement. Il a rejoint le centre de recherche et développement en France pour travailler sur la recherche des sous-marins anaérobies ; encore maintenant, il pense que le diesel est le même système dans le monde. Il était claustrophobe avant de rejoindre la flotte.
Katsuma Nonaka
Doublage : Toshihiko Seki (VO)
Pilote de Grampus, âgé de 23 ans, né à Hokkaido au Japon. Katsuma rencontre Hayammi à l'école militaire où il devient son ainé. Il participe aussi à l'équipe de développement des sous-marins d'attaque à grande vitesse. À la suite d'une photo réalisée à proximité de l'île de Zorndyke, il décide d'aller voir le chercheur pour comprendre son geste mais au cours du voyage, le grampus est attaqué et seul Hayami s'en sort. Katsuma en réchappe toutefois mais au prix d'une lourde mutation.
Kouichi Nakamura (中村 晃一, Nakamura Kouichi)
Doublage : Kousei Yagi (VO)
Navigateur, âgé de 53 ans, né à Knagawa au Japon. Ses hobbys se situent autour de la musique hawaïenne, lui-même joueur de ukulele, et la plongée. Son rêve d'enfance était de devenir un photographe sous-marin, mais il dut rejoindre l'école de la marine marchande comme son père était navigateur. Il a ensuite quitté la compagnie de commerce maritime pour rejoindre la flotte "Blue".
Makio Yamada (山田 マキオ, Yamada Makio)
Doublage : Tsutomu Taruki (VO), Yann Pichon (VF)
Opérateur sonar, âgé de 28 ans, né à Aichi au Japon. Se vantant de ses capacités, il est volontaire pour rejoindre le centre de développement maritime d'Océanie où il rencontre Mei Ling. Mais face aux compétences de Mei Ling, il se rend compte de ses capacités et rentre sur le Blue °6 en tant qu'opérateur sonar. Il devient par la même occasion le protecteur de Mei Ling. Il adore la musique soul.
Mayumi Kino
Doublage : Yukana Nogami (VO), Christelle Reboul (VF)
Pilote de Grampus, âgée de 18 ans, née à Tokyo au Japon. Mayumi est une excellente élève de l'école militaire internationale de la marine qui a pu sauter de classe. Elle a en outre gagné le championnat international de jet ski.
Mei-Ling Hwang (黄 美鈴, Hwang Mei-Ling)
Doublage : Ayaka Saito (VO), Sabrina Leurquin (VF)
Opératrice sonar, âgée de 10 ans, née au Vietnam. Elle est issue d'une famille riche d'un père français et d'une mère sino-vietnamienne. ses dons extra-sensoriels sont vite découverts et on l'oblige à participer au centre de développement maritime d'Océanie dès l'âge de sept ans. À la suite de la révolte de Zorndyke, Yamada la fait rejoindre la flotte Blue où elle est la seule opératrice des ampoules de Lorenzini sur le Blue no 6.
Myong-Hae Yun (伊明 海, Yun Myong-Hae)
Doublage : Shinichiro Miki (VO)
Officier des communications, âgé de 20 ans, né en Corée du Sud. Il a beaucoup vécu à l'étranger en suivant son père. Il s'entend comme chien et chat avec Akihiro Ookawa.
Sidra Dedson (シドラ・デッドソン, Shidora Deddoson)
Doublage : Unshō Ishizuka (VO)
Quartier-maître de 1re classe (chef matelot), âgé de 23 ans, né aux États-Unis. Influencé par son grand-père, il se destine à la poésie mais il finit par s'engager dans l'armée à la suite de la révolte de Zorndyke. Amateur de football et de basketball, son livre favori est The gulf and other poems de Derek Walcott.
Sukune Tsuji (辻 宿子, Tsuji Sukune)
Chef cuisinier, âgé de 34 ans, né à Osaka au Japon. Sukune apprécie tout particulièrement les pommes de terre qu'il considère comme le meilleur aliment. Son plat favori est justement le nikujaga. Très têtu, il règne en maitre dans sa cuisine et éprouve depuis peu l'envie de se marier.
Tetsu Hayami
Doublage : Hozumi Gôda (VO), Thierry Kazazian (VF)
Pilote de Grampus, âgé de 21 ans, né à Iwate au Japon. Il entre à l'école de sous-marins où il participe au développement du Grampus. À la suite de l'accident de Nonaka, il quitte Blue et devient plongeur pour récupérer des objets sur les fonds marins.
Toko Gusuku (城 透子, Gusuku Toko)
Doublage : Michiko Neya (VO)
Responsable des armes, âgée de 20 ans, née à Okinawa au Japon. Sa devise est "Mange bien et parle beaucoup". Parfait garçon manqué, elle est opposée à la guerre mais justifie son ralliement à la flotte par "l'objectif de restaurer la paix". Elle est de mauvaise humeur toute la journée si elle ne mange pas du curry préparé par Tsuji san. Elle est douée en danse.
Tokuhiro Iga
Doublage : Kinryu Arimoto (VO), Philippe Bellay (VF)
Commandant du Blue no 6, âgé de 41 ans, né à Miyagi au Japon. Tokuhiro a sombré dans l'alcoolisme lorsqu'il a appartenait à la première troupe de sous-marin de la force d'autodéfense navale japonaise entrainant sa séparation avec sa femme et ses enfants. Il devient alors instructeur à l'école militaire internationale de l'armée de la marine où il découvre Tetsu Hayami.
Yuri Majakofski (ユーリ・マヤコフスキー, Yuuri Mayakofusuki)
Doublage : Hirotaka Suzuoki (VO), Pascal Germain (VF)
Sous commandant, âgé de 21 ans, né à Vladivostok (Russie). Il émigre à Hokkaido sur les conseils de son père. Il entre dans la même dans la même promotion que Hayami à l'école militaire mais doit abandonner en raison de sa trop grande taille. Il fait preuve d'une grande rivalité envers Hayami contre lequel il s'oppose à sa réintégration dans le Blue Submarine no 6.

#### Autres membres
- Docteur Heihachi Marunami - Âgé de 66 ans, né à Tottori au Japon.
- Jon Usami - Commandant du Narushio, âgé de 41 ans, né à Kagoshima au Japon.
- Amiral N'duhlle Gilford (ンドゥール・ギルフォード, Ndouru Girufoudo?) - Commandant, âgée de 33 ans, née aux États-Unis. Elle émigre en Afrique à la fin du XXe siècle pour fuir les conflits ethniques qui sévissent en Afrique puis intègre la marine pour obtenir une bourse universitaire et la nationalité américaine. Cette catholique pratiquante a une grande foi en la justice et la liberté mais la perte de son mari et de son enfant à la suite de la révolte de Zorndyke l'animent d'un esprit de vengeance. Elle fait partie des plus jeunes et expérimentées de la flotte "Blue"[1].

### Zorndyke
- Zorndyke

 Japon : Takeshi Wakamatsu.

#### Les chimères
- Chef des Mutio
- Mutio
- La fille de l'homme bête
- Musaca (ムスカ, Musuka?)
- Red Spot (赤 ハゲ, Aka Hage?) - Il apparaît uniquement à Musuca pour lui parler des humains.
- Verg

 Japon : Shotaro Morikubo.

## Mechas

### Flotte "Blue"
- Blue no 6 : La cantine est une reproduction de celle du Nadashio (SS-577) (sous-marin japonais de la classe Yūshio)..

Design : Suzuki. sous la direction de Mahiro Maeda.
- Grampus : Il y a eu à l'origine une longue hésitation sur le nom : Grampus ou Flipper. Kawamori a modélisé le modèle définitif sous forme d'un mélange de papier mâché et de Lego permettant ainsi de visualiser le mécanisme de transformation. La silhouette est inspirée des raies manta et la saillie de l'habitacle d'un poulpe. L'habitacle est en fait un modulaire qui sert aussi de pod de sauvetage.

Design : Shouji Kawamori ; Range Murata. (Power Suit)
- Cooback : Kawamori lui a conféré un style discret en forme d'obélisque

Design : Shouji Kawamori.
- Maracott

Design : Seiji Kio.
- Shan : sous-marin chinois

Design : Ikuto Yamashita.
- Uumera : sous-marin australien

Design : Ikuto Yamashita.

## Film en prise de vues réelles
En 2005, Shouji Murahama du studio Gonzo a indiqué au Magazine NewWords qu'un film serait produit avec un budget approximatif de 10 milliards de yens (84 millions de dollars). Ce serait le premier projet de film du groupe GDH, propriétaire du studio Gonzo, sur une trentaine de projets en cours de réflexion. Masahiko Ohkura dirigerait le film. Aucune autre information concernant ce film n'a été diffusée depuis.

## Récompenses
- Blue Submarine no 6 a été classé à la 70e place des meilleurs animés de tous les temps par le magazine japonais Animage[7].
- Il a été classé au 25e rang des meilleurs animés de tous les temps par le magazine Wizard dans leur guide Anime Invasion[8].
- The Society for the Promotion of Japanese Animation l'a récompensé du "Best OVA, U.S. Release" en 2000[9].